# Mercedes-Benz W15
Mercedes-Benz W15 — автомобіль марки Mercedes-Benz, який виготовлявся з 1931 по 1936 рр. (крім того, продавався впродовж перших місяців 1937 року). За внутрішньозаводським маркуванням — Mercedes-Benz W15, один із декількох автомобілів марки, які були відомі свого часу як Mercedes-Benz 170. Автомобіль був відмічений як найважливіша нова модель на Паризькому автосалоні в жовтні 1931 року. Був найбільш знакове творіння для Ганса Нібеля.

## Найменший Mercedes-Benz
Через економіку, яка ще не оговталася від Біржового краху в 1929 році, Ганс Нібель задумав створити 170-й як компактний і легкий автомобіль. 
Mercedes-Benz відомий як виробник великих дорогих автомобілів, які зазвичай із кожним оновленням стають дедалі більшими і дорожчими: 170-й у 1931 р. являв собою свідоме розширення модельного ряду в нижчий ціновий діапазон (це було повторено з 190-м у 1982 р. і з А-Класом у 1997 р.). Маса шасі 170-го складала 750 кг, зі стандартним кузовом купе або седан вага коливалась від 1050 до 1200 кг, із вантажем вага була близько 1455 кг. 170-й був першим Мерседесом із повністю незалежною підвіскою. Гальма, якими керували завдяки тиску мастила,  передавали зусилля на всі чотири колеса. Замок рульової колонки був як протиугінний пристрій, який був включений до стандартної комплектації. 

## Двигун
Автомобіль був оснащений шестициліндровим двигуном об'ємом 1692 см3, максимальна потужність якого була встановлена на рівні 32 к. с. при 3200 об/хв. Для центрального змащення двигуна і водяного охолодження використовувався насос і термостат. Потужність передавалася на задні колеса через 4-ступеневу механічну трансмісію, в якій вища передача являла собою форму овердрайв. Третя передача мала коефіцієнт 1:1. Витрата палива була на рівні 11 літрів на 100 км, а максимальна швидкість досягала 90 км/год, що в цілому давало автомобілю змогу бути конкурентоспроможним на тогочасному ринку автомобілів.

## Варіанти кузова
На момент початку продаж у 1931 році автомобіль пропонувався у вигляді шасі (для тих, хто хотів придбати кузов окремо) за ціною 3800 марок, у кузові 4-дверний седан за 4400 марок, і кабріолет за 5575 марок.
Спочатку будь-який багаж кріпився позаду автомобіля. В 1934 році автомобіль отримав більш обтічні форми кузова і багажне відділення, також у 1934 році з'явився дводверний седан.
На початку 1932 р. розпочалося виробництво Mercedes-Benz Kastenwagen (light van) Typ L 300. Він міг перевозити вантаж вагою до 3000 кг (за що й отримав свою назву).
У період економічної кризи і скорочення доходів компанія Daimler-Benz- AG розпочала випуск 170-го для того, аби вижити. Між 1931 і 1936 рр. компанія виробила 13775 автомобілів. Найвищий річний загальний обсяг виробництва — 4438 — був досягнутий в 1932 році, на початку випуску автомобіля. Mercedes правильно зрозумів німецького авторинок, в 1932 р. був особливо «бідний» рік, проте продажі 170-го компанією тогоріч склали понад 10 % від обсягу продажів легкових автомобілів у Німеччині.

## Джерело
- MERCEDES BENZ Typ 170 (W15) 1931 - 1936 [Архівовано 19 серпня 2014 у Wayback Machine.]